# Танцът на негърчетата от Пътуващото шоу
„Танцът на негърчетата от Пътуващото шоу“ (на английски: The Pickaninny Dance, from the 'Passing Show') е американски късометражен документален ням филм от 1894 година на режисьора Уилям Кенеди Диксън с участието на Джо Растъс, Дени Толивър и Уолтър Уилкинс, заснет в студиото Блек Мария при лабораториите на Томас Едисън в Ню Джърси. Кадри от филма не са достигнали до наши дни и той се смята за изгубен.

## Сюжет
Филмът представя сцена от живота в една южняшка робовладелческа плантация от времето преди гражданската война в САЩ. Три тъмнокожи момчета изпълняват танц пред камерата.

## В ролите
- Джо Растъс
- Дени Толивър
- Уолтър Уилкинс[3]